# Unstoppable (film, 2024)
Unstoppable är en amerikansk biografisk sport- och dramafilm som hade premiär den 6 september 2024 på Toronto International Film Festival. Filmen som är regisserad av William Goldenberg, efter ett manus skrivet av Eric Champnella, Alex Harris och John Hindman, är baserad på brottaren Anthony Robles liv.

## Handling
Filmen handlar om brottaren Anthony Robles som föddes med ett ben. På gymnasiet går han med i skolans brottningslag. Tränare och lagkamrater tvivlar till en början på honom. Han blir dock en duktig brottare tack vare sin beslutsamhet och hårda träning.

## Rollista (i urval)
- Jharrel Jerome - Anthony Robles
- Jennifer Lopez - Judy Robles
- Bobby Cannavale - Rich
- Michael Peña - Bobby Williams
- Don Cheadle - Sean Charles
- Shawn Hatosy - Tom Brands